# 유영 (신나라)
유영(劉永, ?년 ~ 27년)은 중국 신나라와 후한 초기 사람으로, 한 경시제의 양왕이었다가 경시제 사후 천자를 자칭하고 후한 광무제와 싸웠다. 전한의 양왕 유립(劉立)의 아들로 한나라의 종실이며, 양군 수양(睢陽)현 사람이다.

## 생애
경시제가 즉위하자 경시제를 찾아뵙고 양왕에 봉해져, 전한 시절 양의 도읍인 수양에 그대로 도읍을 두었다. 경시제의 정치가 어지러워지자 경시제에게서 독립해 아우 유방(劉防)을 보국대장군(輔國大將軍), 그 다음 아우 유소공(劉少公)을 어사대부로 삼고 유소공은 또 노왕으로 봉했다. 주건(周建) 등의 호걸을 불러모아 장수로 삼고, 제음·산양·패·초·회양·여남 등 주변 군국을 공격해 28성을 획득했다. 주변의 군웅들에게도 관직을 주고 포섭을 하려 하여, 서방(西防, 산양군 창읍현 서남쪽에 위치한 요새)의 교강을 횡행장군(橫行將軍)으로, 동해군을 점거한 동헌(董憲)을 익한대장군(翼漢大將軍)으로, 제군을 평정한 장보(張步)를 보한대장군(輔漢大將軍)으로 삼았다. 그리고 그들과 연합해 동방을 평정했다. 경시제가 패망하자 스스로 천자를 일컬었다.
건무 2년(26년) 여름, 광무제가 보낸 호아대장군(虎牙大將軍) 갑연 등과 싸웠다. 광무제 군에 내분이 있어 갑연과 다툰 소무(蘇戊)의 귀순을 받아 대사마에 회양왕으로 삼았지만, 서울 수양이 광무제 군에게 포위를 당해 몇 달 만에 함락됐고 자신은 가속과 함께 양군 우현(虞縣)으로 달아났다. 그러나 우현 백성들의 공격을 받아 어머니와 아내와 자식을 잃고 초로 달아났다. 소무·교강·주건 연합군의 구원을 받았으나 갑연에게 졌다. 건무 3년(27년) 봄에는 광무제에게 항복한 장보를 제왕(齊王)으로 봉해 도로 수하에 넣었고, 동헌을 해서왕으로 삼았다. 수양현 백성들이 광무제의 군대를 내쫓고 성을 유영에게 바쳤지만, 소무와 주건을 공격한 오한이 갑연과 군을 합쳐 수양을 포위하자 식량이 부족해 유영은 소무와 주건과 함께 성에서 달아났다. 달아나는 중에 장군 경오(慶吾)에게 살해됐고, 경오는 유영의 머리를 가지고 광무제에게 투항해 열후에 봉해졌다. 유영의 아들 유우가 양왕으로 옹립돼 광무제와의 싸움을 이어나갔다.

## 정권의 성격
유영 정권은 신나라 말기와 후한 초기에 황제를 칭한 여러 세력들 가운데에서도, 여러 군을 장악하고 제후왕을 설치하는 등 전국적 세력 기반을 형성한 독자적인 정권이었다. 그가 직접 장악한 28성은 대체로 2~3개 군에 해당하는 규모이며, 복속시킨 제후 가운데 동헌은 동해군 1군을, 장보는 제나라 지역의 7~12군에 달하는 거대한 지역을 실질적으로 통치하였다. 이로써 유영 정권의 영향력은 지금의 산둥성 거의 전역과 허난 동부, 안후이 북부에 걸쳐 있었으며, 세력의 외형만 보면 당시의 광무제와도 비견될 만했다.
그러나 유영의 직할령은 28성에 그쳤고, 제후 장보의 세력은 유영 본인을 능가할 정도로 컸다. 이러한 구조는 유영 정권이 실질적으로는 복속 제후들의 연합체에 불과했음을 시사한다. 유영이 패망하는 과정에서도 장보와 동헌은 방관하였고, 오히려 규모가 가장 작았던 교강만이 유영과 유우를 끝까지 지원하였다. 동헌은 교강이 완전히 몰락한 뒤에야 그를 받아들였으며, 장보는 유영 사후 유우를 옹립하고 자신은 정한공(定漢公)을 자처하며 백관을 설치하려는 등, 유영 정권을 자신의 통제 아래 재편하려는 의도를 드러냈다.
결국 유영 정권은 외형상 제국을 갖춘 듯 보였지만, 실제로는 정통성을 지닌 유영과 독자 세력을 유지한 제후들의 이해관계가 일시적으로 결합한 연합체에 지나지 않았다. 통일된 군령 체계나 정치적 연대는 없었고, 제후들은 유영의 명령권에 실질적으로 따르지 않았다. 이러한 구조적 한계는 광무제의 공세에 직면하자 곧바로 드러났으며, 유영은 고립된 채 패배하고 전사하였다. 그의 아들 유우는 약 2년간 저항했지만 끝내 패망하였고, 같은 해 동헌과 장보도 차례로 후한군에 패하고 항복하여 유영 정권의 잔존 세력은 모두 사라졌다.